# Tomas Strandberg
Tomas Strandberg, född 18 januari 1968 i Norrtälje, är en svensk före detta ishockeyspelare. 1984 började han studera vid ishockeygymnasiet i Västerås. Han var med om att föra Västerås IK till Elitserien och tillhörde den unga framgångsrika generationen med bland andra Peter Popovic, Leif Rohlin, Niklas Lidström, Patrik Juhlin, Fredrik Nilsson, Tommy Salo, Stefan Hellqvist. 
Efter sex års spel med Västerås IK gick han över till AIK Hockey och spelade åtta säsonger med dem fram till 1998. Under denna tid var han med om nedflyttning, uppflyttning, ett playoff, två SM-slutspel samt två kvalserier.
Tomas Strandberg spelade därefter fyra år i utländska klubbar, bland annat i EHC Kloten , innan han återkom för spel i Elitserien med Djurgården Hockey under två säsonger. Säsongen 2002/2003 blev hans sista som aktiv spelare.
Han spelade även 4 landskamper med Tre Kronor, samt 22 matcher med Vikingarna och 19 med Juniorkronorna.
Strandberg har jobbat som lärare i Vittra i Frösunda. Han har även tränat 95-laget i TV-Pucken i Stockholm som vann Guld 2010. Sedan 2010 är han verksam som HR-chef på Svenskt Butikskött AB.[källa behövs]

## Klubbar i karriären[2][1]
- Norrtälje IK, division 2
- VIK, Elitserien/Division 1, 1985-1991
- AIK, Elitserien/Division 1, 1991-1998
- VEU Feldkirch, Österrike, 1998-1999
- EHC Kloten, NLA,  1999-2000
- HC Davos, NLA, 2000-2001
- HC Thurgau, NLB, 2000-2001
- Djurgårdens IF, Elitserien, 2001-2003